# Henry Kloss
Henry Kloss (Altoona, 1929 – Cambridge, 31 gennaio 2002) è stato un imprenditore statunitense.

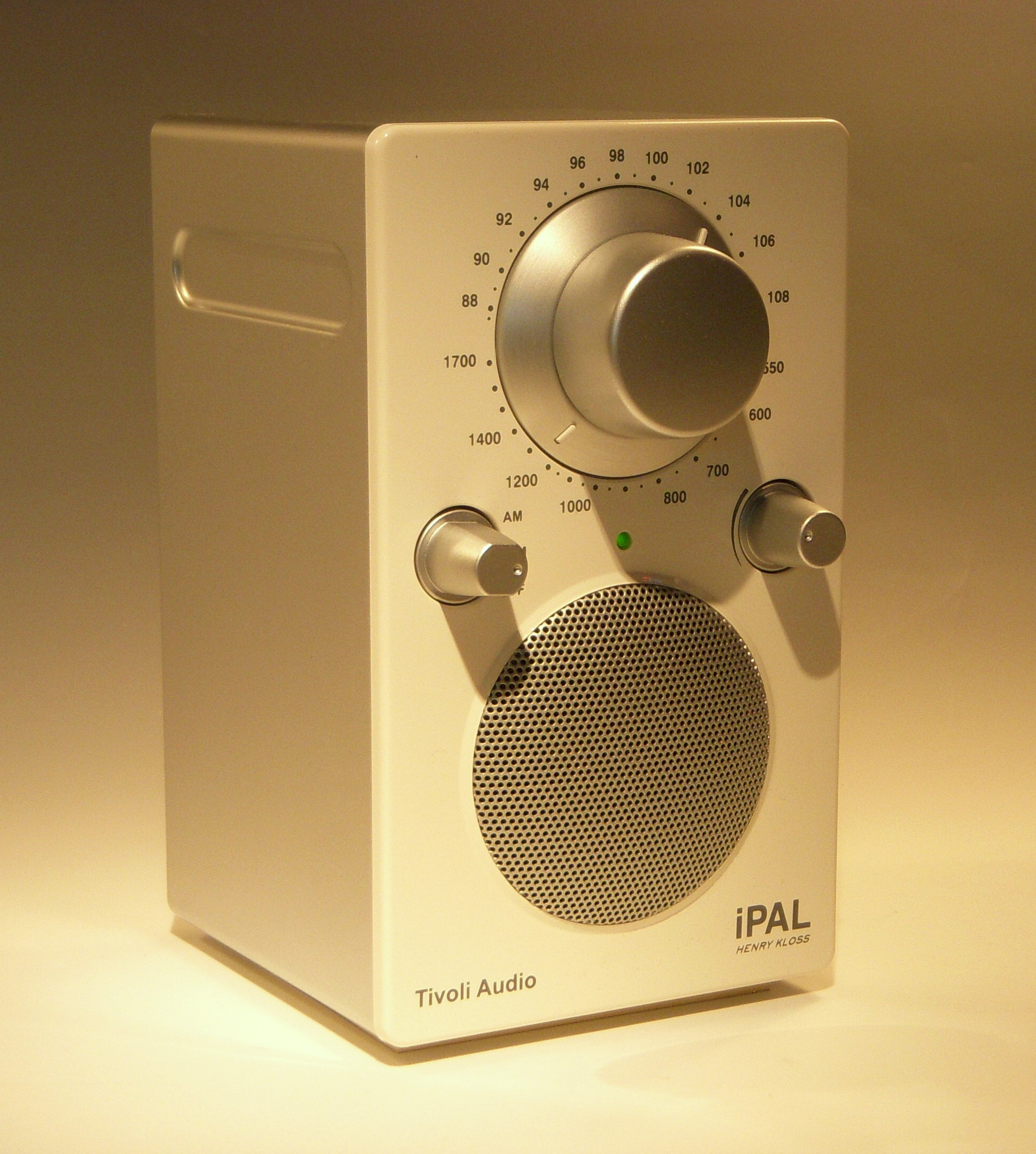
La Tivoli Audio PAL disegnata da Henry Kloss

Studente di fisica al Massachusetts Institute of Technology, pur non laureato è stato responsabile di una serie di innovazioni nel campo della riproduzione audio, tra cui il diffusore acustico a sospensione pneumatica e la piastra a cassette in ambito alta fedeltà.

## Il lavoro di ricerca
Kloss è stato cofondatore della Acoustic Research Corporation, nel 1954, insieme a Edgar Villchur (suo vecchio insegnante). Insieme hanno sviluppato un modello di altoparlante innovativo chiamato AR-1, il primo diffusore acustico commerciale a sospensione pneumatica, cioè che utilizzava un contenitore a tenuta d'aria dietro al cono. Meno efficiente degli altoparlanti tradizionali in termini di consumo di corrente elettrica, poteva però vantare ridotte dimensioni e una riproduzione acustica con bassissima distorsione.

## La KLH

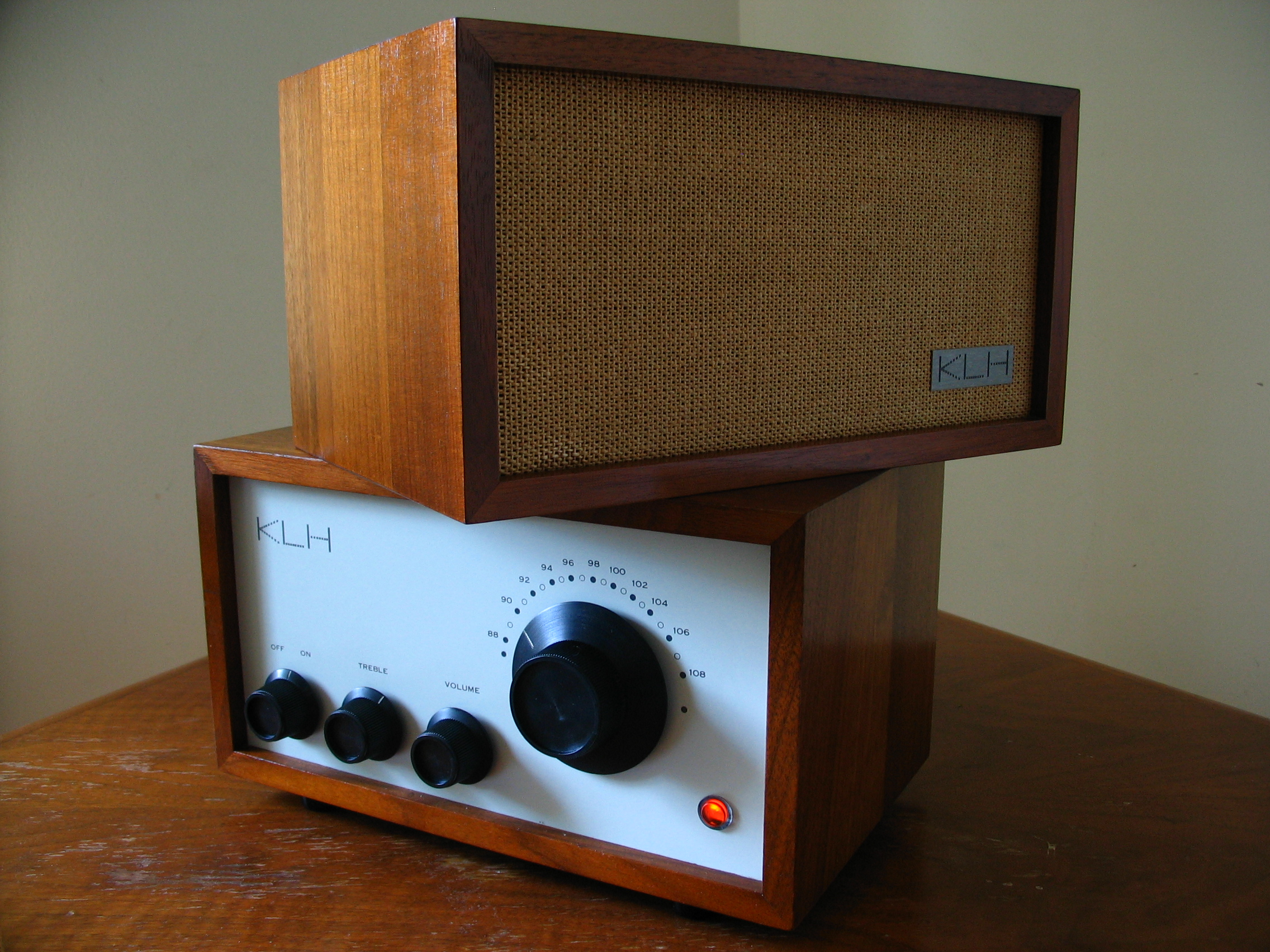
La KLH Modello 8

Nel 1957, Henry Kloss fa nascere a Cambridge, nel Massachusetts, la KLH insieme a Malcolm J. Lowe e Anton Hofmann (figlio del pianista Józef Hofmann): il nome dell'azienda deriva dalle iniziali del suo cognome e di quelli dei suoi soci. Attraverso la KLH nascono alcune creazioni tra le più importanti della carriera di Kloss, tra cui la KLH Modello 5, Modello 6 e la Modello 8, una delle prime radio FM di piccole dimensioni ad alta selettività. Nel 1964 la KLH viene venduta alla Singer Corporation e Kloss rimane in azienda per un breve periodo per contribuire allo sviluppo di nuovi altoparlanti e nuove strumentazioni audio.
Kloss ha creato il primo giradischi portatile che utilizzasse la tecnologia dello stato solido, KLH Modello 11.

## La collaborazione alla Dolby
Nel 1962 ha collaborato con Ray Dolby alla Dolby Laboratories per sviluppare la versione B del sistema Dolby per la riduzione del rumore di fondo nella riproduzione dei nastri magnetici, la Type B Dolby Noise Reduction destinata al mercato dell'elettronica di consumo. Questa collaborazione si è tradotta nel registratore a bobine modello KLH Forty, prima incursione di Dolby nel mercato dei prodotti di consumo.

## La Advent Corporation

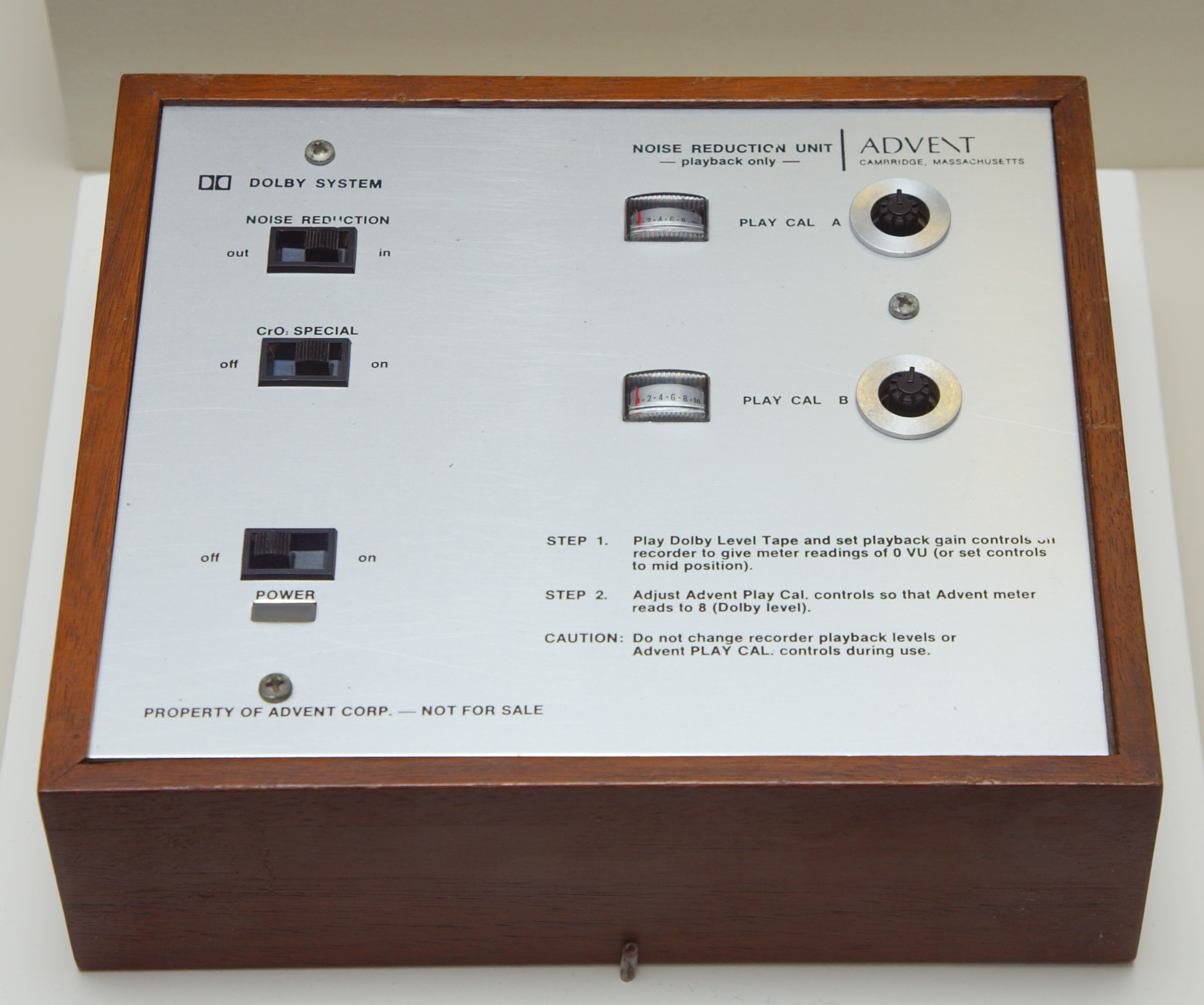
Unità Advent per la riduzione del rumore Dolby

Lasciata la KLH nel 1967 Kloss lo stesso anno fonda la Advent Corporation. I primi lavori riguardarono la costruzione di diffusori a doppio driver dotati di woofer da 10 pollici (25 centimetri) chiamati Diffusori Advent (più tardi colloquialmente identificati come gli "Advent grandi" per differenziarli dagli "Advent piccoli" nati successivamente). Successivamente la società si orientò sulla produzione di dispositivi che aumentassero la qualità di riproduzione delle audiocassette. Nacque così l'Advent 201 (nel 1971), il primo riproduttore di cassette ad alta fedeltà, che incorporava il sistema Dolby B insieme a una circuiteria adatta alla riproduzione di cassette high bias al cromo. L'anno successivo vengono portati a compimento i lavori di sviluppo di strumenti innovativi nel settore televisivo con il debutto dell'Advent Video Beam 1000, la prima grande televisione a proiezione per uso domestico. Ciò ha portato alla fondazione Kloss Video Corporation nel 1977. Successivamente lo stesso Kloss ha inventato il tubo Novatron, che ha aumentato l'efficienza dei televisori a proiezione.

## La Cambridge SoundWorks
Nel 1988 Kloss fonda la Cambridge SoundWorks. Questa società godette subito di un discreto successo, producendo decine di modelli diversi dei suoi diffusori, tra cui i primi altoparlanti con il mid-tweeter separato dal woofer oltre agli immancabili modelli di radio da tavolo disegnati da Kloss. Successivamente la Cambridge SoundWorks si indirizza sulla produzione di sistemi di altoparlanti ad alta qualità per computer creando una joint venture con la Creative Technology. Kloss lascia la Cambridge nel 1996.

## L'ultima società: Tivoli Audio
Dopo un breve periodo lontano dal lavoro Henry Kloss si ritrova, insieme a Tom DeVesto, a fondare una nuova società: la Tivoli Audio. Nascono la Model One e la Model Two, rispettivamente la versione mono e stereo di una radio da tavolo in perfetto stile Kloss. Le radio di Tivoli ricordano la linea delle radio KLH (in particolare il Modello 8), usano la tecnologia MOSFET per aumentare la selettività e presentano un sistema di sintonizzazione di alta qualità. Tuttavia, la Cambridge SoundWorks Modello 88 aveva utilizzato una tecnologia simile, un fatto che porterà a un contenzioso legale tra Cambridge SoundWorks e Tivoli Audio.

## Gli ultimi anni e i premi ricevuti
Nel 2000 è stato uno dei primi a entrare nella Consumer Electronics Hall of Fame, un riconoscimento della Consumer Electronics Association alle più importanti personalità che hanno contribuito con il loro carisma, capacità imprenditoriale, e creatività, a far evolvere la produzione e il mercato dell'elettronica di consumo.